# Northrepps
Northrepps är en ort och civil parish i Storbritannien.   Den ligger i grevskapet Norfolk och riksdelen England, i den sydöstra delen av landet, 180 km nordost om huvudstaden London. Northrepps ligger 53 meter över havet och antalet invånare är 839.
Terrängen runt Northrepps är platt. Havet är nära Northrepps åt nordost. Runt Northrepps är det ganska tätbefolkat, med 104 invånare per kvadratkilometer. Närmaste större samhälle är Cromer, 3,9 km nordväst om Northrepps. Trakten runt Northrepps består till största delen av jordbruksmark.